# 小山市立図書館
小山市立図書館（おやましりつとしょかん）は、栃木県小山市にある公共図書館である。

## 一覧
中央図書館
小山市城東1丁目19番40号。開館時間は9時から19時まで。
小山駅東口より徒歩約15分、またはおーバス大谷中央線・土塔平成通り線で城東公園入口下車。
中央図書館小山分館
小山市中央町1丁目1番1号 小山市中央市民会館2階。開館時間は9時から18時まで。
小山駅西口より徒歩約10分、または、おーバス渡良瀬ラインで小山市役所下車。
中央図書館大谷分館
小山市大字横倉499番地6 大谷市民交流センター内。開館時間は9時から18時まで。
おーバス大谷中央線であいとぴあ前下車。
中央図書館間々田分館
小山市大字間々田1960番地1 間々田市民交流センター内。開館時間は9時から18時まで。
間々田駅西口より徒歩約30分、または、おーバス渡良瀬ラインでしらさぎ館下車。
中央図書館桑分館
小山市羽川858番地1 桑市民交流センター内。開館時間は9時から18時まで。
おーバス羽川線で桑市民交流センター前下車。
休館日は全館共通で、毎週月曜日（祝日の場合は翌日）、毎月第4木曜日（休日の場合は翌日）、年末年始、図書特別整理期間である。

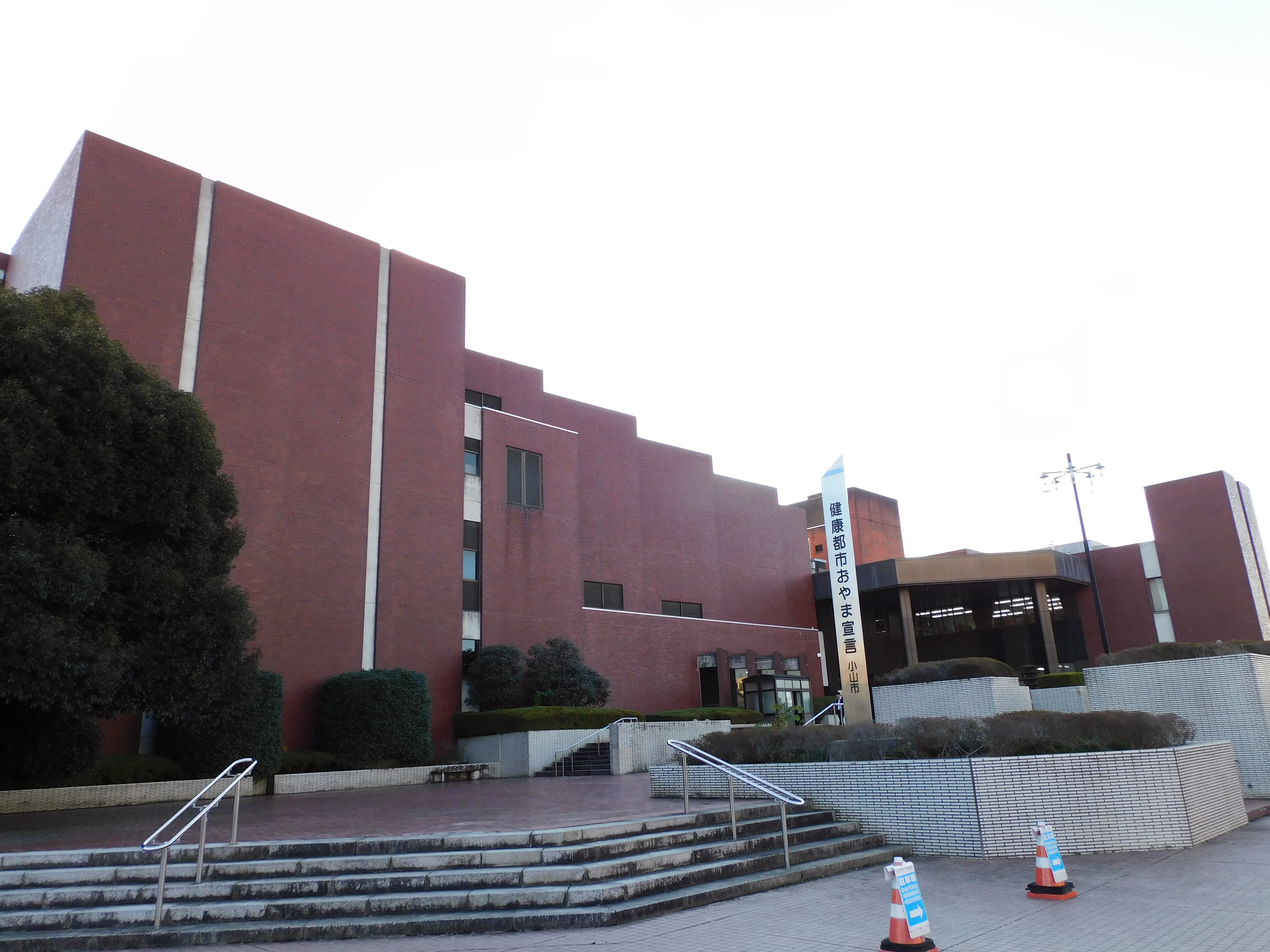
小山分館
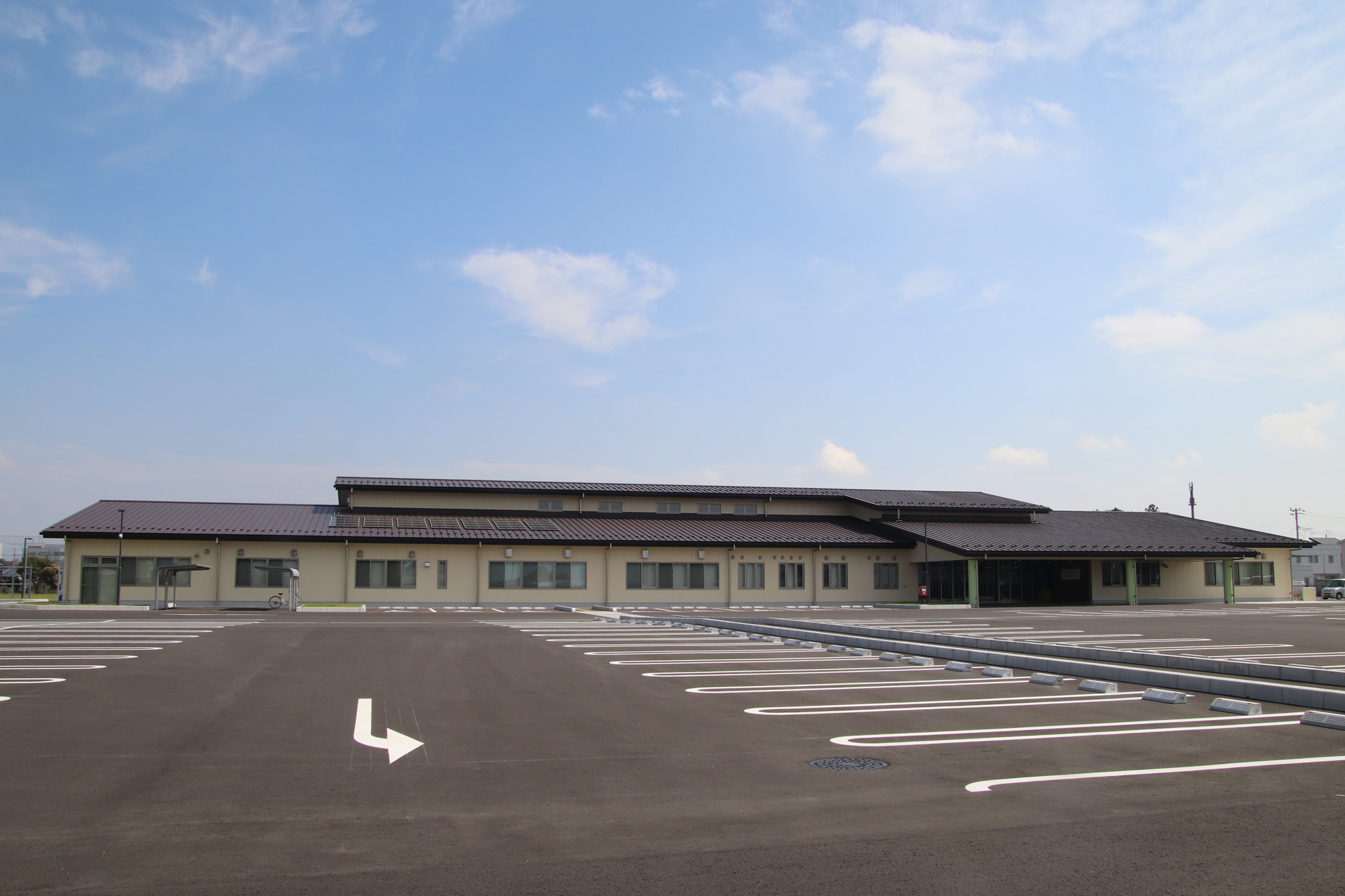
大谷分館
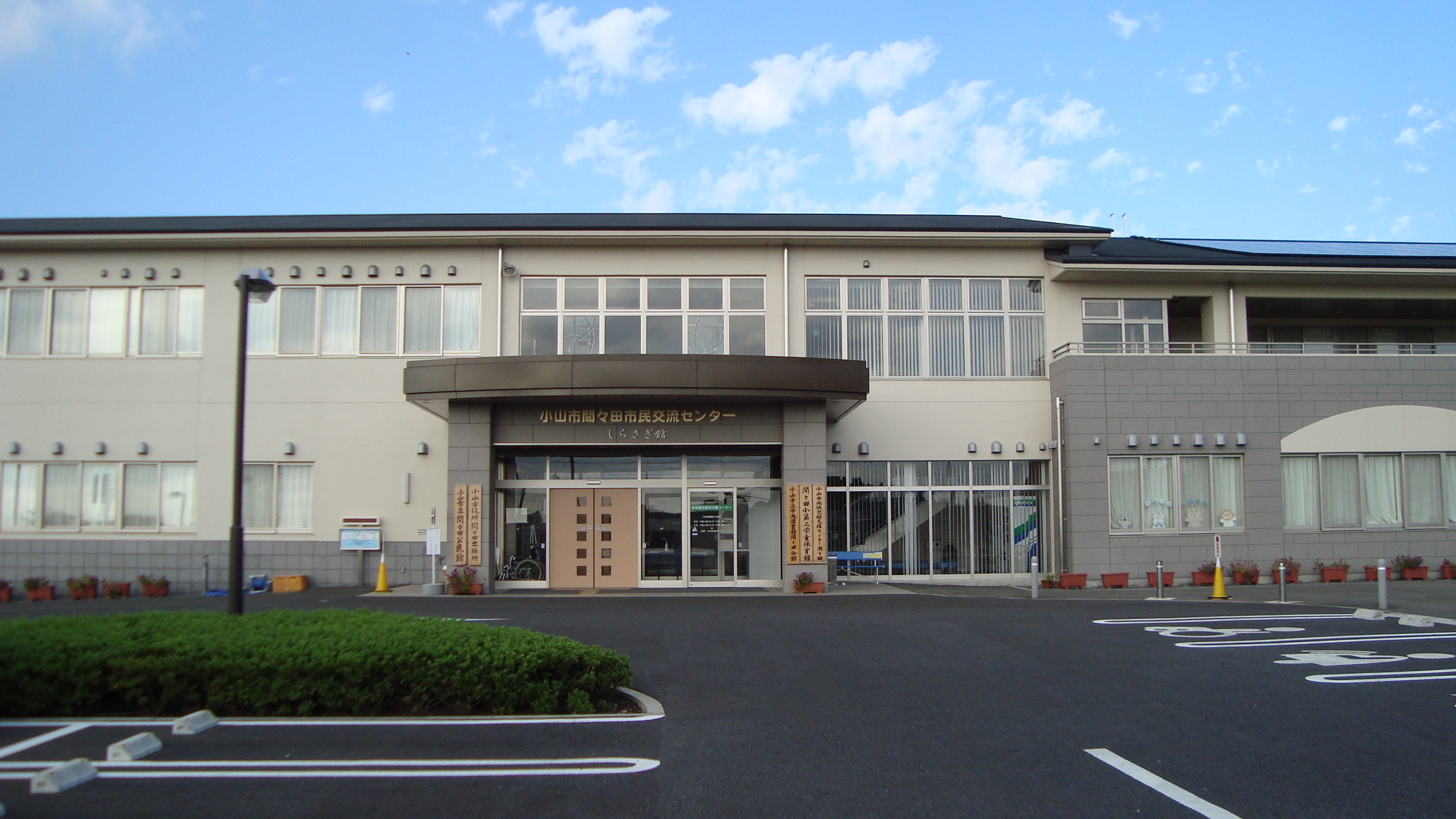
間々田分館
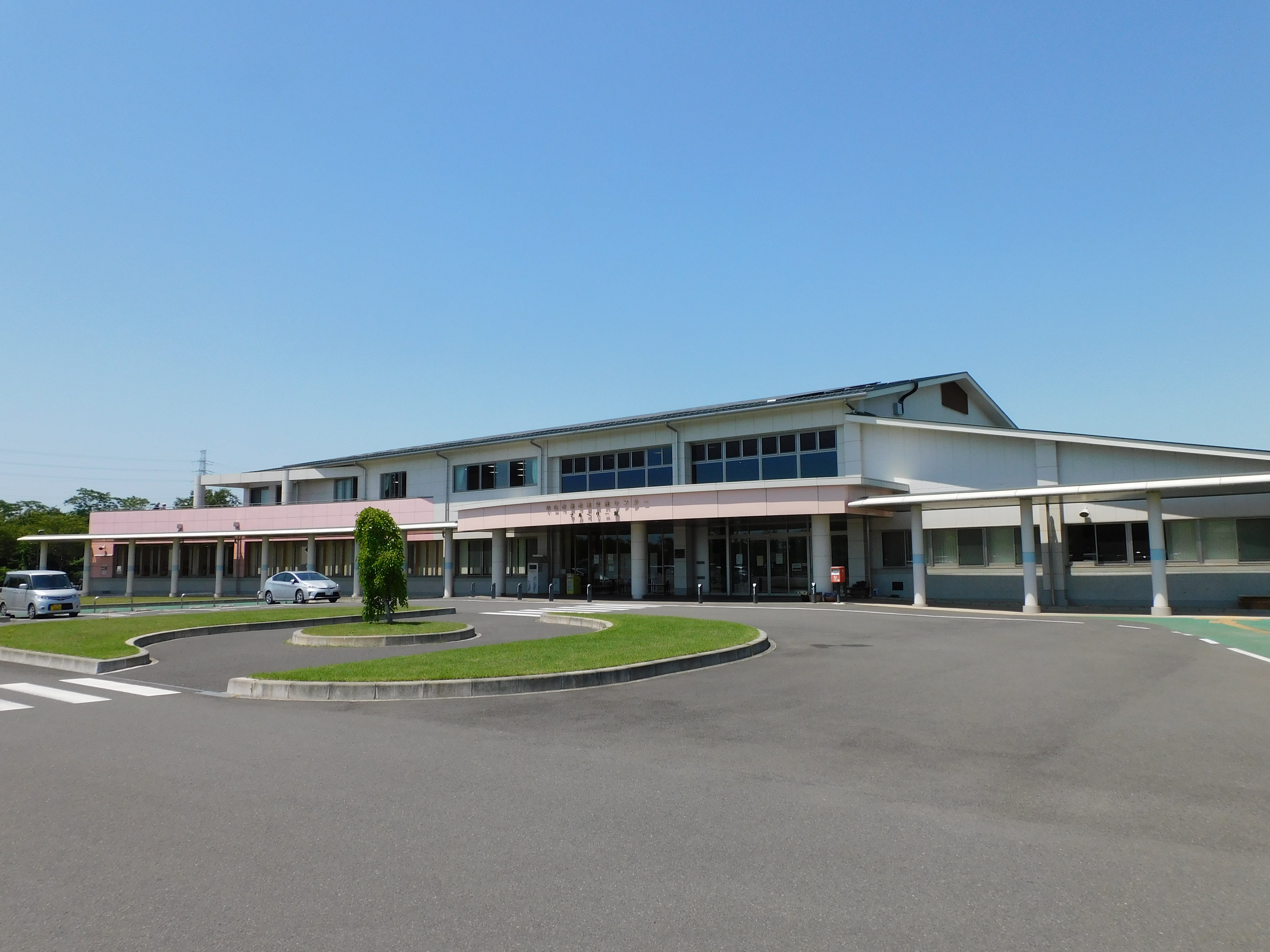
桑分館

### 公民館図書室・配本所
城南配本所以外は平日の8時30分から17時15分まで、城南配本所は月曜日を除く9時から19時まで開館。
| 図書室名         | 所在               |
| ---------------- | ------------------ |
| 絹公民館図書室   | 福良1119番地1      |
| 寒川公民館図書室 | 中里869番地1       |
| 生井公民館図書室 | 生良1054番地2      |
| 中公民館図書室   | 下河原田864番地    |
| 穂積公民館配本所 | 萩島61番地         |
| 豊田公民館配本所 | 松沼467番地        |
| 城南配本所       | 東城南4丁目1番地12 |

### 移動図書館

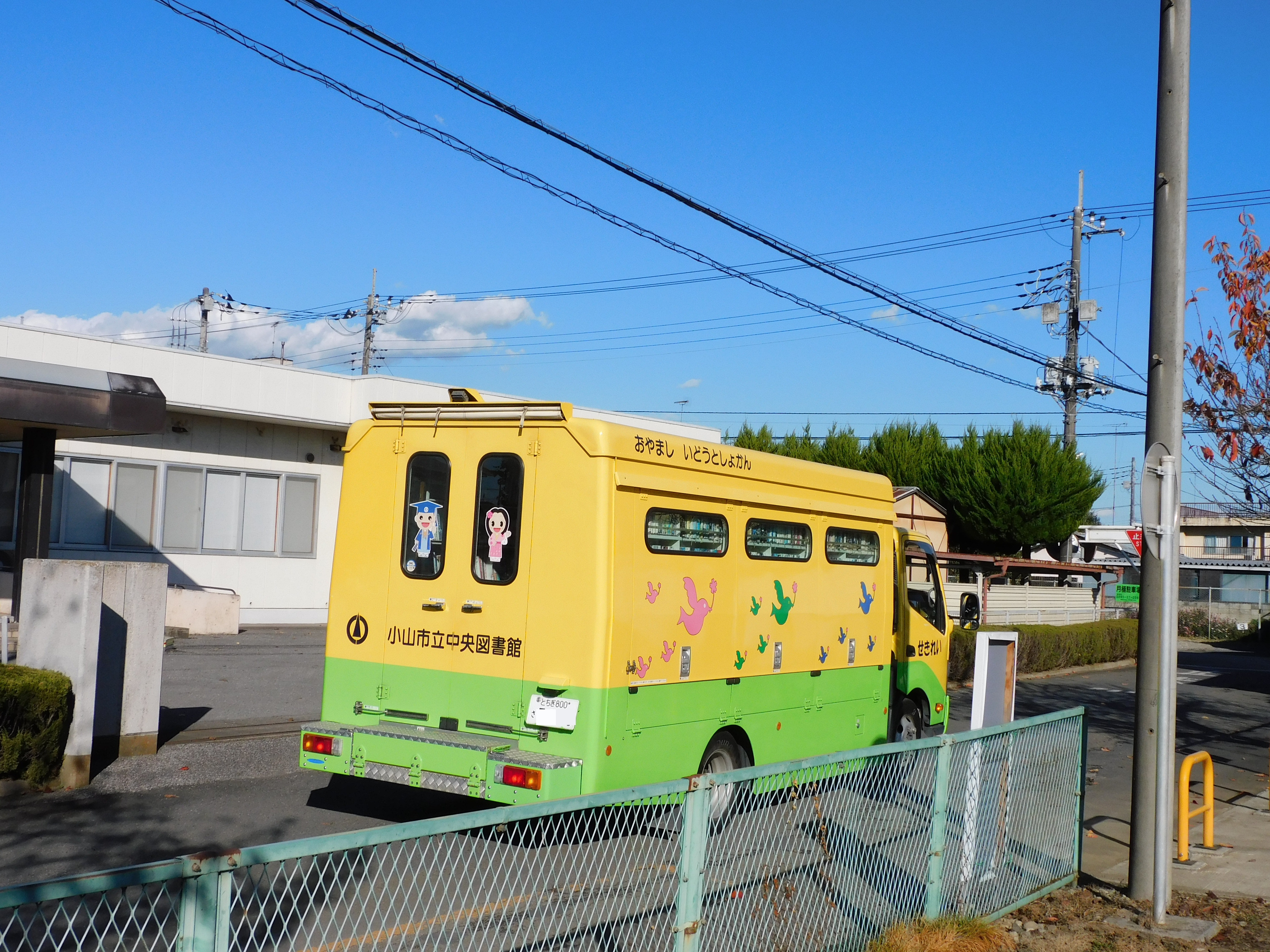
せきれい

小山市立中央図書館の移動図書館は「せきれい」といい、市内の拠点を月1回巡回する。貸出は10冊までで、貸出期間は次の巡回日までである。2023年（令和5年）度は小学校や保育所など19か所を巡回する。

## 歴史
- 1978年（昭和53年）
  - 3月 - 小山市図書館設置条例により小山市立図書館を設置
  - 4月 - 小山市中央公民館完成に伴い、同館内に小山市立図書館開設
- 1993年（平成5年） - 小山市城東の城東公園内に小山市立中央図書館開館。旧図書館は小山分館となる。
- 2009年（平成21年）4月1日 - 小山市間々田市民交流センター館内に間々田分館開館。
- 2016年（平成28年）4月1日 - 小山市桑市民交流センター館内に桑分館開館。
- 2024年（令和6年）5月1日 - 小山市大谷市民交流センター館内に大谷分館開館[3]。
- 2024年（令和6年）10月21日 -12月2日 - 中央図書館が吹き抜け天井落下防止対策工事及び館内照明LED化工事のため長期休館
- 2024年（令和6年） 12月3日 - 2025年（令和7年）3月2日 - 中央図書館が吹き抜け天井落下防止対策工事及び館内照明LED化工事のため部分開館

## 特色

### ビジネス支援
中央図書館では、ビジネス支援事業に力を入れている。2005年（平成17年）9月にビジネス支援コーナーを設置したのが始まりで、ビジネスに役立つ社会科学系の図書、関連資料を準備したほか、パソコンルームを新設した。特に、日本政策金融公庫・中小企業庁・小山市役所などの公的機関の制度に関する資料、地元企業に関する資料、求人情報誌などを収集し、無料配布する取り組みが市民の関心を集めた。このほか、ビジネスのテーマごとに図書館の蔵書をリスト化した「ブックリスト」の継続的な作成・配布、5週連続で開催する定員20人のビジネスセミナー、予約制で月2回開催するビジネスなんでも相談室などの取り組みを行う。
ビジネス支援の活動自体は図書館の企画運営の下で進められるが、白鷗大学や小山商工会議所など産学官で構成する「おやまビジネス支援連絡会」からの助言・協力を得ている。ビジネスセミナーの受講者から起業する人が現れるなど、事業効果が出ている。

### 農業支援
中央図書館は、ビジネス支援で培ったノウハウを生かして、2007年（平成19年）7月から農業支援にも取り組んでいる。農業支援コーナーには、農業の専門書から食に関する一般向けの本まで取り揃え、ビジネス支援と同様、ブックリストの作成・配布、農業なんでも相談室の開催を行う。おやまブランドまつり・小山市農業祭への参加も農業支援事業の一環である。